# 5α-Dihydrotestosteron
5α-Dihydrotestosteron, DHT, stanolon (łac. androstanolonum) – organiczny związek chemiczny, aktywna forma testosteronu, odpowiedzialna za większość efektów jego działania, która powstaje w wyniku obwodowego działania enzymu 5-α-reduktazy (5-α-reduktaza steroidowa typu II).
Rozwój embrionalny narządów płciowych zewnętrznych zależny jest od poziomu 5α-dihydrotestosteronu. U mężczyzn jest on niezbędny do transformacji guzka płciowego w prącie i tworzeniu moszny.
Może powodować łysienie typu męskiego. Blokuje również oś podwzgórze-przysadka-gonady, co jest elementem fizjologicznej kontroli wydzielana androgenów, jest też niezbędny do wystąpienia przerostu gruczołu krokowego, oraz stymuluje rozwój raka prostaty.
Istnieją leki wybiórczo blokujące tę przemianę stosowane w sytuacjach nadmiernej lub niepotrzebnej stymulacji adrenerginczej, przykładem jest finasteryd (nazwy handlowe Penester, Finaride, Propecia, Proscar na 2006 r.), stosowany głównie w łagodnym przeroście prostaty, a także w łysieniu typu męskiego (wyłącznie u mężczyzn).